# 尻たたき
『尻たたき』（しりたたき、イタリア語: La sculacciata）は、1974年（昭和49年）製作・公開、パスクァーレ・フェスタ・カンパニーレ監督のイタリア映画である。イタリア式コメディの1作である。

## 略歴・概要
本作は、1974年、イタリアの製作会社 Filmes S.P.A. が製作を開始、シルヴァーノ・アンブロージの戯曲『ネウロタンデム』 Neurotandem を原作に、ルイジ・マレルバ、アンブロージ自身、パスクァーレ・フェスタ・カンパニーレの3人で脚色し、ラツィオ州ローマ県ローマ市内のINCIR＝デ・パオリス撮影所でセット撮影を、同市内、および同市郊外のティヴォリ市内等でロケーション撮影を行い、完成した。主題歌には、オープニングテーマにミーナ（ミーナ・マッツィーニ）の歌う "Fai piano, fai presto" が、エンディングテーマには1969年（昭和44年）のヒット曲、ジェーン・バーキンとセルジュ・ゲンスブールの歌う『ジュ・テーム・モワ・ノン・プリュ』がそれぞれ採用された。
イタリア国内では、メジャー映画会社ティタヌスが配給し、同年7月に劇場公開された。2009年（平成21年）7月1日、「87分」のヴァージョンでDVDが発売元ティタヌス、販売元01ディストリビューション（イタリア放送協会傘下）によりイタリアで発売された。
日本では、2011年（平成23年）2月現在に至るまで劇場公開、テレビ放映、DVD等のビデオグラム販売等は行われていない。

## スタッフ・作品データ
- 監督 : パスクァーレ・フェスタ・カンパニーレ
- 原作 : シルヴァーノ・アンブロージ （Silvano Ambrogi [5]、戯曲『ネウロタンデム』 Neurotandem）[2]
- 脚本 : ルイジ・マレルバ （Luigi Malerba）、シルヴァーノ・アンブロージ、パスクァーレ・フェスタ・カンパニーレ
- 撮影 : サルヴァトーレ・カルーソ （Salvatore Caruso [6]）
- 美術・衣裳 :ジャンカルロ・プッチ （Giancarlo Pucci [7]）[2]
- 編集 : マリオ・モッラ （Mario Morra）
- スチル写真 : ジョルジオ・G・シュヴァルツェ （ジョルジオ・ガリバルディ・シュヴァルツェ Giorgio Garibaldi Schwarze [8]）
- 助監督 : モニカ・フェルト （モニカ・ヴェントゥリーニ Monica Venturini [9]）
- 音楽 : ジャンニ・フェッリオ （Gianni Ferrio）
- 主題歌 : 
オープニングテーマ : ミーナ "Fai piano, fai presto"
エンディングテーマ : ジェーン・バーキンとセルジュ・ゲンスブール『ジュ・テーム・モワ・ノン・プリュ』

- フォーマット : カラー映画（テクノスペス） - スコープ・サイズ（テクノスコープ、1.85:1） - モノラル録音

## キャスト
クレジット順
- シドニー・ローム - エレーナ
- アントニオ・サリネス （Antonio Salines） - カルロ・アマトリチャーニ
- ジーノ・ペルニーチェ （Gino Pernice） - 百科辞典行商人

- トニ・ウッチ （Toni Ucci） - 修道士
- マリーザ・バルトーリ （Marisa Bartoli） - 使用人ヴェロニカ
- ロベルト・アントネッリ （Roberto Antonelli） - 薬剤師
- パオロ・ゴスリーノ （Paolo Gozlino） - 医師
- ロレンツォ・ピアーニ （Lorenzo Piani [10]） - 看護士
- アレッサンドロ・ペッレッラ （Alessandro Perrella [11]） - 若い修道士
- ヴィンチェンツォ・クロチッティ （Vincenzo Crocitti） - エレーナのポン引き

ノンクレジット
- フランカ・スカニェッティ （Franca Scagnetti） - 農民の女性

## 註
1. 1 2 3  La sculacciata, インターネット・ムービー・データベース （英語）, 2011年2月28日閲覧。
2. 1 2 3 4  La sculacciata （DVD）、パッケージ記述。
3. ↑  La sculacciata, インターネット・ムービー・データベース （英語） には、"Fa Presto, Fa Piano" とあるが誤り（2011年2月28日閲覧）。CD Commedia Sexy All'Italiana （Mediane Multimedia, 2008年3月4日発売）等の記述を参照。
4. ↑  パスクァーレ・フェスタ・カンパニーレ、allcinema ONLINE, 2011年2月28日閲覧。
5. ↑  Silvano Ambrogi - IMDb（英語）, 2011年2月28日閲覧。
6. ↑  Salvatore Caruso - IMDb（英語）, 2011年2月28日閲覧。
7. ↑  Giancarlo Pucci - IMDb（英語）, 2011年2月28日閲覧。
8. ↑  Giorgio Garibaldi Schwarze - IMDb（英語）, 2011年2月28日閲覧。
9. ↑  Monica Venturini - IMDb（英語）, 2011年2月28日閲覧。
10. ↑  Lorenzo Piani - IMDb（英語）, 2011年2月28日閲覧。
11. ↑  Alessandro Perrella - IMDb（英語）, 2011年2月28日閲覧。

## 関連事項
- イタリア式コメディ
- 01ディストリビューション （it:01 Distribution）